# Miguel Segura
Miguel Segura (15 febbraio 1963) è un ex calciatore costaricano, di ruolo portiere.